# Puigverd

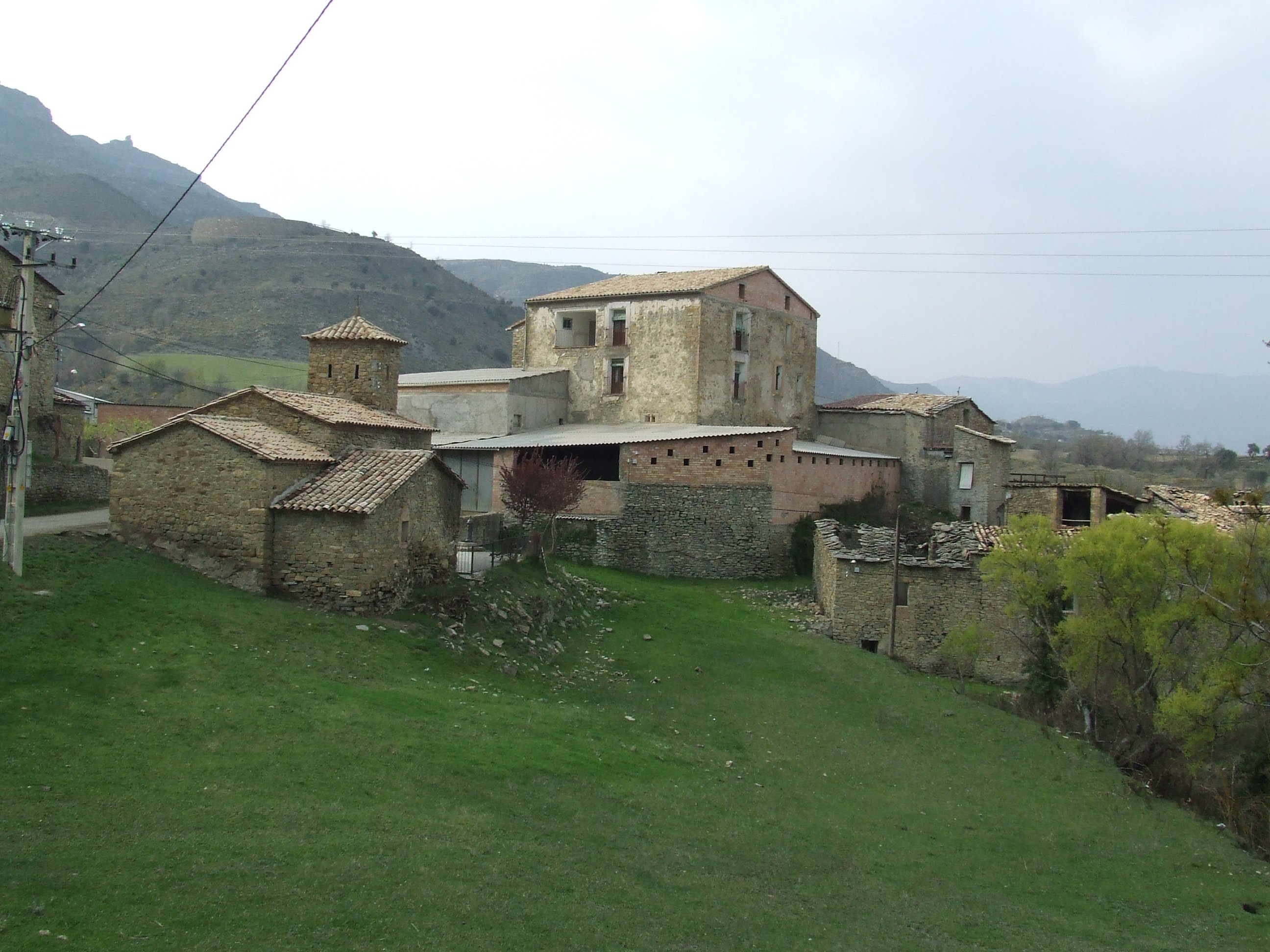
El pueblo con la iglesia.

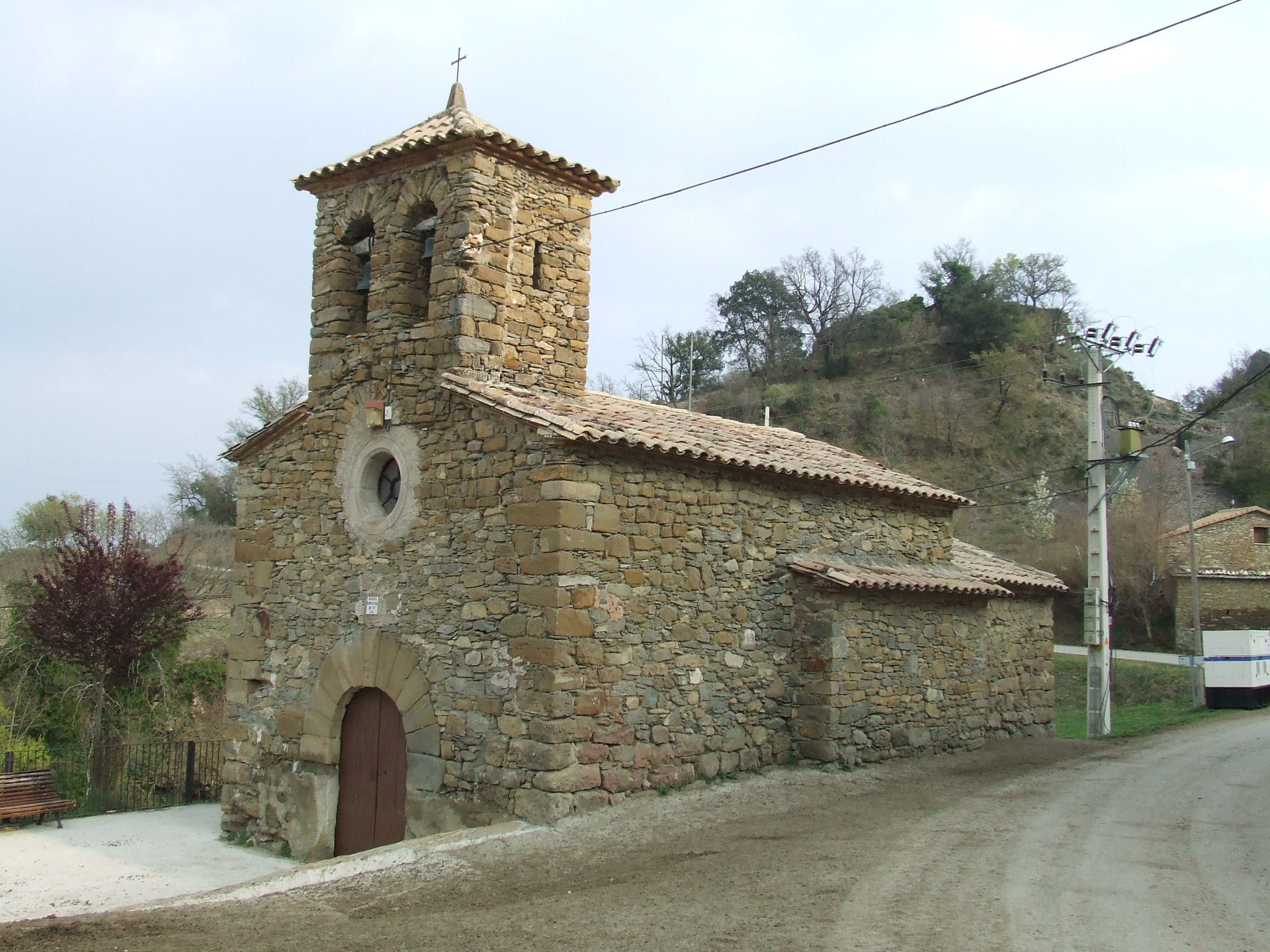
Iglesia de Santa Ana de Puigverd.

Puigverd (a veces llamado Puigverd de Talarn y otros Puigverd de Tremp), y en el habla local, pronunciado Puiverd, es un pueblo del término de Fígols de Tremp, agregado en 1970 el término municipal de Tremp. En 1812 había formado ayuntamiento propio, a partir del despliegue de la normativa derivada de la Constitución de Cádiz, pero tuvo que agregar a Castissent en febrero del 1847, dado que no sobrepasaba el número mínimo de 30 vecinos (cabezas de familia) para poder mantener su ayuntamiento. En 1877 el ayuntamiento de Castisent pasó a denominarse Eroles, con capitalidad en aquel pueblo, y en 1940 volvió a cambiar término municipal, que fue Fígols de Tremp, ya hasta la anexión a Tremp.
Está situado al oeste de Tremp, a 17,5 kilómetros, y es accesible por una pista rural asfaltada de poco menos de 5 kilómetros que arranca del punto kilométrico 16 de la carretera C-1311, del Puente de Montañana en Tremp, muy cerca y a poniente de Fígols de Tremp.
Pertenecen a Puigverd varias masías de los entornos, entre las que cabe destacar la de Miravet, al sur, con capilla propia, la de Santa Ana, la Casa Blanca y, sobre todo, el despoblado de Arbull.
La iglesia de Santa Ana de Puigverd (antiguamente, de Santa María) era parroquial, dentro del arciprestazgo de Tremp, ahora llamado del Pallars, de la diócesis de Urgel. Antiguamente, sin embargo, había sido sufragánea de la parroquia de Palau de Noguera, y más adelante fue parroquial, y dependían las de Miravet y Arbull. Actualmente forma parte de la agrupación de parroquias en torno a la de Tremp.

## Historia
Pascual Madoz incluyó Puigverd de Talarn en su Diccionario geográfico ... de 1845. Se lee que:

Puigverd de Talarn, que había pertenecido a la Encomienda de Susterris, es sobre una colina cerca ya levante del Puy del Moro, que la protege del viento de poniente, aunque está ventilada por todos los otros vientos. El clima es sano. Constaba de 9 casas separadas unas de otras, una de las cuales, llamada Miravet, es más lejos y al sur que las otras (puede haber una confusión con el caserío de Miravet, perteneciente al antiguo término de Mur. Las tierras de su término eran consideradas en parte llanas y en parte montañosas, flojas y de mala calidad. Se producía trigo, vino y aceite, se criaban ovejas y cabras, y había caza de conejos y perdices, además de muchos lobos. Había un molino de aceite. Formaban la población 5 vecinos (cabezas de familia) y 27 almas (habitantes).